# 1. Division (Japanisches Kaiserreich)
Die 1. Division (jap. 第1師団, Dai-ichi shidan) war eine Division des Kaiserlich Japanischen Heeres von 1888 bis 1945.

## Allgemeine Daten
Die Division, die unter dem Tarnnamen Gyoku-heidan (玉兵団, dt. „Jade-Division“) agierte, wurde am 14. Mai 1888 in Tokio in Dienst gestellt und umfasste ungefähr 15.000 Mann. Sie kämpfte im Laufe ihrer Einsatzgeschichte gegen Gegner des japanischen Kaiserreiches wie Chinesisches Kaiserreich, Republik China, Russland, Australien und die USA. Ihre letzte übergeordnete Einheit war die 14. Regionalarmee. Ihr letzter Standort war Manila auf den Philippinen.

## Geschichte der Einheit
Im Mai 1888 wurde sie als Karree-Division aus der 1. Brigade (1. und 15. Infanterie-Regiment) und 2. Brigade (2. und 3. Infanterie-Regiment), des 1. Kavallerie-Regiments und des 1. Artillerie-Regiments aufgestellt.
1895 nahm sie am Ersten Japanisch-Chinesischen Krieg teil.
Während des Russisch-Japanischen Krieges 1904–1905 unterstand sie anfangs der 2. Armee unter dem Kommando von Generalleutnant Fushimi Sadanaru. Nachdem Generalleutnant Matsumura Mohan die 1. Division übernommen hatte, nahm sie an der Schlacht am Nanshan teil. Danach wurde sie an die 3. Armee für die Belagerung von Port Arthur abgegeben. Nach der Kapitulation von Port Arthur übernahm Generalleutnant Iida Shunsuke ab Februar 1905 das Kommando und führte die Division während der Schlacht von Mukden.
1936 war die 1. Division am Putschversuch vom 26. Februar 1936 beteiligt, in dem 1.500 junge Soldaten das japanische Parlament, das Heeresministerium und die Hauptquartiere der Polizei besetzten. Drei Tage später war der Putsch niedergeschlagen und die Rädelsführer zum Tode oder zu lebenslanger Haft verurteilt.
1937 war sie in der Mandschurei stationiert, wo sie der 4. Armee der Kwantung-Armee unterstellt war und die Grenze zur Sowjetunion sichern sollte.
Im Zweiten Weltkrieg nahm sie am Japanisch-Sowjetischen Grenzkonflikt, 1944 an der Schlacht um Leyte und der Schlacht um Luzon teil. Nach diesen Schlachten war sie auf 800 Mann geschrumpft und löste sich auf.

## Gliederung

### 1905
Stand: Februar 1905
- 1. Brigade
  - 1. Infanterie-Regiment
  - 15. Infanterie-Regiment
- 2. Brigade
  - 2. Infanterie-Regiment
  - 3. Infanterie-Regiment
- 1. Kavallerie-Regiment
- 1. Artillerie-Regiment

### Zu Kriegsende 1945
- 1. Infanterie-Regiment
- 49. Infanterie-Regiment
- 57. Infanterie-Regiment
- 1. Gebirgsartillerie-Regiment
- 1. Aufklärungs-Regiment
- 1. Pionier-Regiment
- 1. Transport-Regiment

## Führung
Divisionskommandeure
- Shigeomi Miyoshi, Generalleutnant: 14. Mai 1888 – 7. Juni 1890
- Yamaji Motoharu, Generalleutnant: 7. Juni 1890 – 14. Oktober 1896
- Yasukata Oku, Generalleutnant: 14. Oktober 1896 – 27. Oktober 1897
- Kageaki Kawamura, Generalleutnant: 27. Oktober 1897 – 2. April 1901
- Fushimi Sadanaru, Generalleutnant: 2. April 1901 – 10. Juli 1904
- Matsumura Mohan, Generalleutnant: 10. Juli 1904 – 4. Februar 1905
- Iida Shunsuke, Generalleutnant: 6. Februar 1905 – 3. Februar 1906
- Prinz Kan’in Kotohito, Generalleutnant: 3. Februar 1906 – 6. September 1911
- Kigoshi Yasutsuna, Generalleutnant: 6. September 1911 – 21. Dezember 1912
- Hyoe Ichinohe, Generalleutnant: 26. Dezember 1912 – 15. Februar 1915
- Senba Taro, Generalleutnant: 15. Februar 1915 – 18. August 1916
- Hongo Fusataro, Generalleutnant: 18. August 1916 – 6. August 1917
- Kawai Misao Generalleutnant: 6. August 1917 – 6. Januar 1921
- Nishikawa Torajiro, Generalleutnant: 6. Januar 1921 – 15. August 1922
- Yoshinori Shirakawa, Generalleutnant: 15. August 1922 – 20. Oktober 1922
- Ishimitsu Masaomi, Generalleutnant: 20. Oktober 1922 – 1. Mai 1925
- Wada Kameji, Generalleutnant: 1. Mai 1925 – 10. August 1926
- Hata Eitaro, Generalleutnant: 10. August 1926 – 1. Juli 1927
- Jinzaburō Masaki, Generalleutnant: 1. Juli 1927 – 1. August 1931
- Hayashi Noriyuki Generalleutnant: 1. August 1931 – 18. März 1933
- Mori Ren, Generalleutnant: 18. März 1933 – 1. August 1934
- Yanagawa Heisuke, Generalleutnant: 1. August 1934 – 2. Dezember 1935
- Hori Jobu, Generalleutnant: 2. Dezember 1935 – 23. März 1936
- Kawamura Kyosuke, Generalleutnant: 23. März 1936 – 15. Juli 1938
- Okabe Naosaburo, Generalleutnant: 15. Juli 1938 – 12. September 1939
- Yokoyama Isamu, Generalleutnant: 12. September 1939 – 15. Oktober 1941
- Nakazawa Mitsuo, Generalleutnant: 15. Oktober 1941 – 1. März 1944
- Hattori Gyotaro, Generalleutnant: 1. März 1944 – 3. August 1944
- Tadasu Kataoka, Generalmajor: 3. August 1944 – Auflösung